# Friedrich Philipp Victor von Moltke
Friedrich Philipp Victor von Moltke (født 12. juli 1768, død 19. oktober 1845 i Wandsbek) var en tysk officer i dansk tjeneste, far til Helmuth Karl Bernhard von Moltke.
Han var søn af Friedrich Casimir Siegfried von Moltke til Sarnow (1730-1783) og Sophie Charlotte Wilhelmine f. d'Olivet og født 12. juli 1768. Han trådte i preussisk krigstjeneste, men tog sin afsked som kaptajn, da han, 29 år gammel, ægtede Henriette Sophie Paschen (1776-1837), datter af en preussisk gehejmefmansråd. Han tog ophold først i Mecklenburg, så i Danmark efter 1804 at have købt godset Augustenhof ved Eutin. Under troppesamlingen i Holsten 1805 kom Moltke i forbindelse med kronprinsen (Frederik VI), og vistnok under medvirkning af hans slægtning, general Adam Ludvig Moltke, lykkedes det Moltke i 1806 at blive udnævnt til major i Landeværnet og at opnå naturalisation. Som bataljonskommandør i holstenske Infanteriregiment deltog han 1808 med berømmelse i toget mod Stralsund. I 1812 hørte han til den i Holsten samlede division, der det følgende år blev underlagt marskal Louis-Nicolas Davout. Moltkes betænkelighed ved nu at skulle kæmpe imod Preussen blev let fjernet, og med dygtighed deltog han i felttoget, og samme år blev han oberstløjtnant i linjen. Ved Hærens omordning 1816 kom Moltke til slesvigske Infanteriregiment. Han nød vedvarende Frederik VI's bevågenhed, og i form af adskillige gratialer søgte kongen at hjælpe ham ud af hans pekuniære forlegenheder. 1823 blev Moltke oberst, men gigt i hænderne bevægede ham til allerede 1828 at ansøge om afsked, som han erholdt som generalmajor. Da hans helbred bedredes, kom han atter i tjenesten, 1833 som kommandant i Kiel og året efter som chef for 3. jyske Infanteriregiment. Denne sidste post overtog han dog aldrig, men overlod den til sin slægtning, general Anton Carl Frederik Moltke. 1839 erholdt den 71 år gamle Moltke afsked som generalløjtnant; han døde 19. oktober 1845 i Wandsbek.